# Шиле (Стамбул)
Шиле (тур. Şile) — район провинции Стамбул (Турция). Находится в азиатской части, на берегу Чёрного моря.

## Происхождение названия
«Шиле» на турецком означает растение Майоран.

## История
Одноименный городок, основанный греками из Мегар в древности, был греческой рыбацкой деревней вплоть до начала XX века. На острове близ поселения находится одноимённый замок Шиле.
В 1912 году здесь проживало 14,800 мусульман и 9,300 греков.